# Antonio Pio (pittore)
Antonio Pio (Cesena, 1809 – Parigi, 30 dicembre 1871) è stato un pittore italiano.

## Biografia
Pio fu uno di quegli artisti di Cesena e dintorni che nella prima metà dell'Ottocento ebbero la possibilità di formarsi a Roma, grazie ai sussidi della loro città, presso la prestigiosa Accademia nazionale di San Luca col maestro Tommaso Minardi. In particolare nel carteggio con Cesena, Minardi espresse positive indicazioni ed elogi nel 1833 verso gli allievi Pio ed Enea Peroni (1810-post 1844).
Negli anni Quaranta tornò a lavorare a Cesena e fu proprio in quella città che incontrò e si innamorò di Josephine Dubray, una fotografa ambulante francese, proveniente da Genova, dove aveva dato alla luce il figlio Luigi Augusto nel 1842, di cui si ignora la paternità, Firenze e Bologna. Nel 1847 nacque il figlio Alberto al quale però Pio non potrà dare il proprio cognome, in quanto la coppia non era sposata. La nascita avvenne a Milano e fu registrato come illegittimo.
Tra le sue opere vanno ricordati il Pastorello e Rizzio alla corte di Maria Stuarda, entrambi conservati nella Pinacoteca comunale di Cesena. Si tratta del filone romantico attorno alla figura di Maria Stuarda e al cantore e musico italiano Davide Rizzio, ambasciatore dei duchi di Savoia, ucciso da una congiura di palazzo nel 1566. Secondo la tradizione la musica di Rizzio avrebbe avuto grande influenza sulla musica scozzese. Fu anche ideatore del grande sipario del teatro cesenate nel 1844, che raffigura Dante condotto da Virgilio e da Omero al tempio della Gloria.
Negli anni Sessanta prese parte a varie mostre a Milano, Torino e Parigi tra le più significative, riscuotendo buoni apprezzamenti. Si recò spesso a Londra dove realizzò numerosi quadretti di genere e ritratti in miniatura, riscuotendo un buon successo.
Pio e la Dubray si sposarono nel 1865 a Parigi, dove Antonio morirà il 30 dicembre 1871, come venne scritto nel suo certificato di morte, anche se molte biografie riportano Londra quale luogo del decesso.